# حكومة عبد الرحمن الكيلاني النقيب

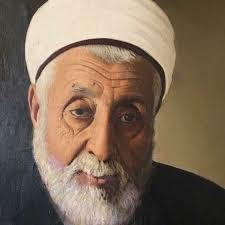
عبد الرحمن الكيلاني النقيب

تعد حكومة عبد الرحمن الكيلاني النقيب أو الوزارة النقيبية الأولى والتي تلتها الوزارة النقيبية الثانية ثم الوزارة النقيبية الثالثة التي كان يشغل منصب نقيب أشراف بغداد أول حكومة أسست في العراق الحديث بعد الاحتلال البريطاني واستقلاله عن الدولة العثمانية.
بَعْدَ أَنْ عُقِدَ مُؤْتَمَرُ الْقَاهِرَةُ عَامَ 1920 م عَلَى أَثَرِ ثَوْرَةِ الْعِشْرِينَ فِي الْعِرَاقِ ضِدَّ الْاحْتِلَالِ الْبَرِيطَانِيِّ وَضِدَّ سِيَاسَةِ تَهْنِيدِ الْعِرَاقِ، أَصْدَرَ الْمَنْدُوبُ السَّامِيِّ الْبَرِيطَانِيِّ بيرسي كوكس أَوَامِرَهُ بِتَشْكِيلِ حُكُومَةٍ وَطَنِيَّةٍ عِرَاقِيَّةٍ انْتِقَالِيَّةٍ بِرِئَاسَةِ عَبْدِ الرَّحْمَنِ الْكيلَانِيِّ النَّقِيبِ وَتَشْكِيلِ الْمَجْلِسِ التَّأْسِيسِيِّ الَّذِي تَوَلَّى مِنْ ضِمْنِ الْعَدِيدِ مِنَ الْمَهَامِ انْتِخَابَ مَلِكٍ عَلَى عَرْشِ الْعِرَاقِ، وَتَشْكِيلَ الْوِزَارَاتِ وَالْمُؤَسَّسَاتِ وَالدَّوَائِرِ الْعِرَاقِيَّةِ، وَاخْتِيَارَ السَّاسَةِ الْعِرَاقِيِّينَ لِتَوَلِّي الْمَهَامِّ الْحُكُومِيِّةِ.
كَمَا تَمَّ وَضْعُ مُسْتَشَارٍ إنجليزي بِجَانِبِ كُلِّ وَزِيرٍ وَأَعْلَنَتْ بَرِيطَانِيَا عَنْ رَغْبَتِهَا فِي إِقَامَةِ مَلَكِيَّةٍ عِرَاقِيَّةٍ، حَيْثُ رَشَّحَ الْعِرَاقِيُّونَ مِنْ خِلَالِ مَجْلِسِهِمُ التَّأْسِيسِيِّ الْأَمِيرَ فَيْصَل بْنَ الشَّرِيفِ حُسَيْنٍ مَلِكَاً عَلَى الْعِرَاقِ، فِي 23 آب (أغسطس) 1921 م بَعْدَ إِجْرَاءِ الْانْتِخَابَاتِ فِي الْمَجْلِسِ كَانَتْ نَتِيجَتُهَا 96% لِفَيْصَل. وَأَجْبَرَتْ بَرِيطَانِيَا فَيْصَل عَلَى تَوْقِيعِ مُعَاهَدَةٍ مَعَهَا فِي 10 تِشْرِينَ الْأَوَّل (أُكْتُوْبَر) 1922 م، تَضَمَّنَتْ بَعْضَ أُسُسَ الْانْتِدَابِ الْبَرِيطَانِيِّ.
استمرت الوزارة للفترة من 11 تشرين الثاني 1920 إلى 23 آب 1921 حيث تشكلت الوزارة النقيبية الثانية للفترة 12 أيلول 1921 واستقالت في 19 آب 1922 ثم الوزارة النقيبية الثالثة واستمرت حتى 20 تشرين الثاني 1922. بعدها تشكلت حكومة برئاسة عبد المحسن السعدون.

## تشكيلة الوزارة

### الوزارة النقيبية الأولى
تشكلت الوزارة في 11 أو 27 تشرين الثاني 1920، واستمرت حتى 23 آب 1921.
كانت تشكيلة الوزارة كما يلي:
- رئيس مجلس الوزراء: عبد الرحمن الكيلاني النقيب
- وزير الداخلية: سيد طالب باشا النقيب
- وزير المالية: ساسون حسقيل
- وزير العدلية: مصطفى أفندي الآلوسي
- وزير الدفاع الوطني: جعفر باشا العسكري
- وزير المعارف والصحة العمومية:[1] عزت باشا كركوكلي حتى 22 شباط 1921 ثم استلمها محمد مهدي بحر العلوم[1]
- وزارة النافعة أو وزير الأشغال والمواصلات: شاغر، استلمها عزت باشا كركوكلي في 29 كانون الثاني 1921.[6]
- وزير التجارة: عبد اللطيف باشا المنديل
- وزير الاوقاف: محمد علي فاضل

كما ضمت الحكومة وزراء من دون حقيبة وزارية:
- عبد الغني أفندي كبة
- عبد الجبار باشا الخياط
- عبد المجيد بيك الشاوي
- عبد الرحمن باشا الحيدري
- أحمد باشا الصانع
- عجيل باشا السمرمد
- داود أفندي اليوسفاني
- فخري أفندي الجميل
- محمد الصيهود، أمير ربيعة
- سيد هادي القزويني
- الشيخ سالم الخيون[7]
- الحاج نجم البدراوي[7]
- الشيخ ضاري السعدون[7]

كما شغل السيد حسين أفنان منصب سكرتير المجلس.

### الوزارة النقيبية الثانية
تشكلت الوزارة بعد تنصيب الملك فيصل الأول ملكا على العراق، وقد تشكلت في في 12 أيلول 1921 واستقالت في 19 آب 1922.
وكانت التشكيلة الوزارية كما يلي:
- رئيس مجلس الوزراء: عبد الرحمن الكيلاني النقيب
- وزير الداخلية: الحاج رمزي بك
- وزير المالية: ساسون حسقيل
- وزير العدلية: ناجي السويدي
- وزير الدفاع الوطني: جعفر العسكري
- وزير الصحة: الدكتور حنا خياط
- وزير الإشغال والمواصلات: عزت باشا الكركولي
- وزير التجارة: عبد اللطيف باشا منديل
- وزير المعارف: عبد الكريم الجزائري، اعتذر فاختير السيد محمد علي هبة الدين الشهرستاني .
- وزير الأوقاف: محمد علي فاضل

بعد اجتماع لمجلس الوزراء في 27 آذار 1922، استقال من هذه الوزارة عدة وزراء بسبب عدة مشاكل وهم ناجي السويدي والحاج رمزي وعبد اللطيف منديل وعزت باشا والدكتور حنا خياط، أما ساسون حسقيل فرفضت استقالته.
عين مكان الوزراء المستقيلين
- وزير الداخلية: توفيق الخالدي
- وزير الإشغال والمواصلات: صبيح بك نشأت
- وزير العدلية: عبد المحسن بك فهد السعدون
- وزير التجارة: محمد جعفر جلبي أبو التمن، عين في 19 نيسان[9]

أما وزارة الصحة فقد ألغيت وجعلت مديرية عامة تابعة لوزارة الداخلية.

### الوزارة النقيبية الثالثة
بعد أن رفض طلب الملك فيصل الأول تعيين السيد إبراهيم الحيدري رئيسا للوزراء والذي بدوره رفض المنصب، عاد عبد الرحمن الكيلاني النقيب لمنصب رئيس مجلس الوزراء، فتشكلت الوزارة في 20 أيلول 1922 واستقالت في 16 تشرين الثاني 1922، وكانت تشكيلة الوزارة كما يلي:
- وزير الداخلية: عبد المحسن السعدون
- وزير المالية: ساسون حسقيل
- وزير العدلية: توفيق الخالدي
- وزير الدفاع الوطني: جعفر العسكري
- وزير الاشغال والمواصلات: صبيح نشأت
- وزير الأوقاف: محمد علي فاضل
- بقي منصب وزارة المعارف شاغرا، حيث كلف الحاج عبد المحسن شلاش بالمنصب، ولكن الرجل اعتذر عن قبول المنصب لكثرة أعماله التجارية، وبقي هذا المنصب شاغرا إلى إن استقالت الوزارة.